# Element Eighty
Element Eighty – amerykański zespół muzyczny, powstały w 2000 roku w Tyler. Gra muzykę z pogranicza alternatywnego rocka i nu metal.

## Historia
Element Eighty jest czteroosobowym zespołem z Tyler grającym muzykę przez jednych określaną jako Nu-Metal, a przez innych jako Rock Alternatywny. W roku 2006 rozpadli się, jednak powrócili do działalności w 2007. Po samodzielnym wydaniu ich płyty Mercuric, podpisali kontrakt z Universal/republic Records. Wydali pod ich skrzydłami płytę nazwaną po prostu Element Eighty. Utwór „Broken Promises” z tego albumu znalazł się na ścieżce dźwiękowej do gry Need For Speed: Underground, co zaowocowało 36. miejscem tegoż utworu na U.S. mainstream rock charts. W 2004 roku zerwali kontrakt z Universal/Republic Records. Wkrótce basista e80 odszedł, a zastąpił go Zack Bates. Później nagrali oni album The Bear, który został wydany za pomocą ich własnej wytwórni (Texas Cries Records), i był możliwy do zdobycia tylko poprzez ich oficjalną stronę oraz podczas koncertów.
Pierwsze, oficjalne demo zespół wydał w 2001 roku pod nazwą Mercuric. 28 października 2003 roku nakładem Republic/Universal grupa wydała pierwszy studyjny album pod tytułem Element Eighty. Utwór Broken Promises został wykorzystany w grze Need for speed: Underground. 5 listopada 2005 ukazał się kolejny album o nazwie The Bear.

## Skład
- Dave Galloway – wokal,
- Matt „Fucking” Woods – gitara elektryczna,
- Zack Bates – gitara basowa,
- Rayan Carroll – perkusja.

Byli członkowie
- Roon – gitara basowa.

## Dyskografia
- 2001 – Mercuric (Demo)
- 2003 – Element Eighty
- 2005 – The Bear